# Trochosa albipilosa
Trochosa albipilosa là một loài nhện trong họ Lycosidae.
Loài này thuộc chi Trochosa. Trochosa albipilosa được Carl Friedrich Roewer miêu tả năm 1960.